# Эжен де Монморанси
Эжен де Монморанси (фр. Eugène de Montmorency; 1615 — январь 1683), принц де Робек, маркиз де Морбек, граф д'Эстерр, виконт д'Эр — испанский военный деятель.

## Биография
Сын Жана II де Монморанси-Вастина, принца де Робек, и Мадлен де Лан.
Командир валлонского пехотного полка, участник Голландской войны. Рыцарь ордена Золотого руна (1675). Был комендантом крепости Сент-Омер во время её взятия французами в 1677.

## Семья
Жена (28.04.1649): принцесса Маргарита-Александрина д'Аренберг (1626 — 18.07.1651), дочь Филиппа-Шарля де Линя, князя д'Аренберга, и Изабель-Клер де Берлемон, графини де Лален
- Филипп-Мари-Альбер де Монморанси (ум. 25.10.1691), принц де Робек. Жена (5.08.1670): Мария-Филиппа де Крой-Сольр (21.12.1642 — после 1682), дочь Филиппа-Эммануэля де Кроя, графа де Сольр-ле-Шато, и Изабели Клер де Ган-Вилен
- Жан-Филипп-Франсуа де Монморанси (ум. 6.11.1686), граф д'Эстерр
- Изабель де Монморанси (ум. 09.1671). Муж: Филипп-Шарль-Фридерик Спинола, граф де Брюэ (ум. 1709)
- Клер де Монморанси